# Japonska Formula 2000 sezona 1973
Japonska Formula 2000 sezona 1973 je bila prvo prvenstvo Japonske Formule 2000, ki je potekalo med 3. marcem in 11. novembrom 1973. 

## Koledar dirk
| Št | Dirkališče | Država   | Datum        | Krogi | Razdalja       | Čas        | Hitrost | Zmagovalec        | Pole              | Najh. krog        |
| -- | ---------- | -------- | ------------ | ----- | -------------- | ---------- | ------- | ----------------- | ----------------- | ----------------- |
| 1  | Fuji       | Japonska | 3. marec     | 50    | 4.255=212,75km | 1h08'55.15 |         | Motoharu Kurosawa | Vern Schuppan     | Motoharu Kurosawa |
| 2  | Suzuka     | Japonska | 12. avgust   | 25    | 6.000=150 km   | 53'50.8    |         | Noritake Takahara | Hiromu Tanaka     | Noritake Takahara |
| 3  | Suzuka     | Japonska | 9. september | 25    | 6.000=150 km   | 1h00'03.2  |         | Noritake Takahara | Hiromu Tanaka     |                   |
| 4  | Suzuka     | Japonska | 11. november | 25    | 6.000=150 km   | 51'52.6    |         | Motoharu Kurosawa | Motoharu Kurosawa | Motoharu Kurosawa |